# Intolerância religiosa no Brasil
Com o crescimento da diversidade religiosa no Brasil é verificado um crescimento da discriminação religiosa, tendo sido criado o Dia Nacional de Combate à Intolerância Religiosa (21 de janeiro) por meio da Lei n.º 11.635, de 27 de dezembro de 2007, sancionada pelo presidente Luiz Inácio Lula da Silva, como um reconhecimento do próprio Estado da existência do problema.
A Constituição prevê a liberdade de religião e a Igreja e o Estado estão oficialmente separados, sendo o Brasil oficialmente um Estado laico. A legislação brasileira proíbe qualquer tipo de intolerância religiosa, sendo a prática religiosa geralmente livre no país. Segundo o "Relatório Internacional de Liberdade Religiosa de 2005", elaborado pelo Departamento de Estado dos Estados Unidos, a "relação geralmente amigável entre religiões contribui para a liberdade religiosa" no Brasil.

## Legislação brasileira
O Brasil tem normas jurídicas que visam punir a intolerância religiosa.
No Brasil, a Lei n.º 7.716, de 5 de janeiro de 1989, alterada pela Lei n.º 9.459, de 15 de maio de 1997, considera crime a prática de discriminação ou preconceito contra religiões.
Em tal lei, são considerados crimes de discriminação ou preconceito contra religiões as práticas prescritas nos seguintes artigos: art 3.º ("Impedir ou obstar o acesso de alguém, devidamente habilitado, a qualquer cargo da Administração Direta ou Indireta, bem como das concessionárias de serviços públicos"), art. 4º ("Negar ou obstar emprego em empresa privada"), art. 5.º ("Recusar ou impedir acesso a estabelecimento comercial, negando-se a servir, atender ou receber cliente ou comprador"), art. 6.º ("Recusar, negar ou impedir a inscrição ou ingresso de aluno em estabelecimento de ensino público ou privado de qualquer grau"), art. 7.º ("Impedir o acesso ou recusar hospedagem em hotel, pensão, estalagem, ou qualquer estabelecimento similar"), art. 8.º ("Impedir o acesso ou recusar atendimento em restaurantes, bares, confeitarias, ou locais semelhantes abertos ao público"), art. 9.º ("Impedir o acesso ou recusar atendimento em estabelecimentos esportivos, casas de diversões, ou clubes sociais abertos ao público"), art. 10.º ("Impedir o acesso ou recusar atendimento em salões de cabeleireiros, barbearias, termas ou casas de massagem ou estabelecimento com as mesmas finalidades"), art. 11.º ("Impedir o acesso às entradas sociais em edifícios públicos ou residenciais e elevadores ou escada de acesso aos mesmos"), art. 12 ("Impedir o acesso ou uso de transportes públicos, como aviões, navios barcas, barcos, ônibus, trens, metrô ou qualquer outro meio de transporte concedido"), art. 13 ("Impedir ou obstar o acesso de alguém ao serviço em qualquer ramo das Forças Armadas"), art. 14 ("Impedir ou obstar, por qualquer meio ou forma, o casamento ou convivência familiar e social"), art. 20 ("Praticar, induzir ou incitar a discriminação ou preconceito de raça, cor, etnia, religião ou procedência nacional"), e, art 20, § 1.º, ("Fabricar, comercializar, distribuir ou veicular símbolos, emblemas, ornamentos, distintivos ou propaganda que utilizem a cruz suástica ou gamada, para fins de divulgação do nazismo").
Isso não significa que essas sejam as únicas condutas criminosas previstas na legislação brasileiras em relação a intolerância e perseguição religiosa. Punição a incitações a violência, como agressões ou até mesmo homicídios, por motivos religiosos ou não, estão previstos no Código Penal brasileiro. Essa legislação, no entanto, não retira o direito à crítica que os seguidores de uma denominação religiosa (ou mesmo quem não segue uma) podem fazer aos de outra (ou mesmo a quem não segue uma). Isso está garantido na Constituição Federal do Brasil de 1988, pela cláusula democrática, presente no art. 1º ("A República Federativa do Brasil, formada pela união indissolúvel dos Estados e Municípios e do Distrito Federal, constitui-se em Estado Democrático de Direito"), pelo art. 5º, IV ("é livre a manifestação do pensamento, sendo vedado o anonimato"), pelo art. 5º, VI, ("é inviolável a liberdade de consciência e de crença"), pelo art. 5º, VIII, ("ninguém será privado de direitos por motivo de crença religiosa ou de convicção filosófica ou política, salvo se as invocar para eximir-se de obrigação legal a todos imposta e recusar-se a cumprir prestação alternativa, fixada em lei"), e pelo art. 5º, IX, ("é livre a expressão da atividade intelectual, artística, científica e de comunicação, independentemente de censura ou licença").
E, por força do art. 5º, § 2º, ("Os direitos e garantias expressos nesta Constituição não excluem outros decorrentes do regime e dos princípios por ela adotados, ou dos tratados internacionais em que a República Federativa do Brasil seja parte") da Constituição Federal do Brasil, também são aplicáveis o previsto no art. XVIII da Declaração Universal dos Direitos Humanos, que expressa que "toda pessoa tem direito à liberdade de pensamento, consciência e religião", combinado com o artigo XIX, também da declaração dos direitos humanos, que expressa que "toda pessoa tem direito à liberdade de opinião e expressão".

## Por denominação

### Aos ateus
O preconceito contra ateus é um dos mais fortes e massivos da sociedade brasileira, afirmação comprovada por uma pesquisa encomendada pela revista Veja em 2007 e realizada pela CNT/Sensus. Ela revela que 84% dos brasileiros votariam em um negro para presidente, 57% em uma mulher, 32% em um homossexual, mas apenas 13% votaria em uma pessoa que não acredita em Deus. A pesquisa mostrou que, apesar de consideradas as "minorias" mais discriminadas, os negros, as mulheres e os homossexuais são menos rejeitados que os ateus. Eliane Moura Silva, professora do departamento de história da Universidade Estadual de Campinas, afirma que o resultado da pesquisa confirma que "o brasileiro ainda entende o ateu como alguém sem caráter, sem ética, sem moral". O professor de história da Universidade de São Paulo Antônio Flávio Pierucci diz que "os brasileiros não estão habituados a se confrontar com a realidade do ateu", segundo ele, é isso que leva ao fato de quase não existirem políticos declaradamente ateus, e a tantos afirmarem com convicção que são tementes a Deus. Estima-se que pouco mais de 2% da população seja de facto ateia, mas o número é impreciso, haja vista que o censo do IBGE engloba ateus, agnósticos e teístas não ligados a nenhuma igreja num grupo de pessoas "sem-religião". Abaixo, a tabela mostra os dados da pesquisa encomendada pela Veja:
| Grupo       | Votariam | Depende da pessoa | Não votariam | Não responderam | Resultado             |
| ----------- | -------- | ----------------- | ------------ | --------------- | --------------------- |
| Negro       | 84%      | 14%               | 1%           | 1%              | A maioria votaria     |
| Mulher      | 57%      | 29%               | 12%          | 2%              | A maioria votaria     |
| Homossexual | 32%      | 32%               | 34%          | 2%              | A maioria não votaria |
| Ateu        | 13%      | 25%               | 59%          | 3%              | A maioria não votaria |

Outra pesquisa realizada em agosto de 2010 pelo Núcleo de Opinião Pública por iniciativa da Fundação Perseu Abramo e do SESC confirmou a rejeição aos ateus. A pequisa, que tinha como foco principal o estudo do papel da mulher na sociedade, separou as perguntas por gênero. Nessa pesquisa, os ateus ficaram na frente, em questão de possibilidade de voto para presidente, apenas de pessoas a favor da legalização da maconha. Entre as mulheres, 66% não votariam em um candidato ateu; e entre os homens, 61% não daria seu voto a uma pessoa que não acredita em Deus. Abaixo estão os dados desse trecho da pesquisa:
| Gênero   | Poderia votar | Dificilmente votaria | Nunca votaria | Não respondeu |
| -------- | ------------- | -------------------- | ------------- | ------------- |
| Homens   | 25%           | 13%                  | 61%           | 1%            |
| Mulheres | 20%           | 11%                  | 66%           | 3%            |

Em julho de 2010, José Luiz Datena, apresentador do programa Brasil Urgente na emissora brasileira Band, fez associações falsas e preconceituosas entre criminalidade e descrença religiosa, acusando os que não acreditam em Deus como responsáveis pela degradação da sociedade. Em dezembro do mesmo ano o Ministério Público Federal em São Paulo moveu ação em tribunal pedindo uma retratação com duração mínima o dobro do tempo dos comentários. Em janeiro de 2013 um juiz federal condenou a Band a exibir durantes seus intervalos comerciais peças informativas que tenham como objetivo esclarecer "... à população sobre a diversidade religiosa e a liberdade de consciência e de crença no País". A Band recorreu, porém, em maio de 2015 a emissora fez um acordo com o Ministério Público Federal no qual se comprometeu a exibir 72 vezes um vídeo de 40 segundos produzido pelo órgão no qual se ressalta a laicidade do estado brasileiro e a liberdade religiosa.
O pastor protestante Silas Malafaia já demonstrou algumas vezes ser contra o ateísmo e ter aversão à falta da crença em Deus. Em 2011, numa entrevista ao jornal The New York Times, Malafaia chamou a jornalista Eliane Brum, assumidamente ateia, de "vagabunda" e se referiu aos ateus como "comunistas", afirmando que eles foram responsáveis por "mais mortes" do que as que foram provocadas por guerras religiosas. Brum fizera uma reportagem à revista Época intitulada "A dura vida dos ateus em um Brasil cada vez mais evangélico", em que fez críticas ao domínio de pensamento dos pastores na sociedade e às tentativas de conversão a ateus por parte dos fieis.

### Aos cultos afro-brasileiros
Os cultos afro-brasileiros foram perseguidos e criminalizados durante longo período da história brasileira.
Em um país de maioria absoluta cristã, a prática religiosa negra e a Umbanda reformada, mesmo ampliando suas linhas e aproximando-se do folclore, foram duramente perseguidas pelas delegacias de costumes até a década de 60 do século XX.
Ainda sob outras denominações, a umbanda estava incluída no rol dos inimigos do catolicismo já nos anos 40 do século XX.
Devido ao surgimento e proliferação da Umbanda, a Igreja Católica Romana chegou a criar em 1952 um Secretariado Especial da Conferência Nacional dos Bispos do Brasil, com o objetivo de enfrentar o crescimento do número de fiéis da Umbanda e demais "cultos mediúnicos". Tal subdivisão foi denominada de Secretariado Nacional de Defesa da Fé.
Para os católicos, o homem brasileiro (comumente chamado de "homem de cor") praticante de umbanda encontrava-se em uma situação marcada pela miséria material e moral. Exemplo desse posicionamento está na entrevista dada em 1957 pelo arcebispo de Porto Alegre, Dom Vicente Scherer, à Rádio Gaúcha sobre as atividades da Umbanda no Rio Grande do Sul e transcrita na revista da arquidiocese de Porto Alegre:
| “ | A Umbanda é a revivescência das crendices absurdas que os infelizes escravos trouxeram das selvas de sua martirizada pátria africana. Favorecer a Umbanda é involuir, é aumentar a ignorância, é agravar doenças. | ” |

A Igreja Católica, sempre com voz em espaços laicos da imprensa, usou esse lugar privilegiado buscando tornar pública uma representação da Umbanda como a negação pura e simples da verdade aceita socialmente. Em um cenário nacional em que o desenvolvimentismo era posto como o objetivo visado, o catolicismo buscou uma vinculação da Umbanda com o atraso, a marginalidade, e a incultura.
Boaventura Kloppenburg, considerado o mais conhecido e influente intelectual católico do período, com argumentos pseudo-científicos assim descrevia os cultos afro-brasileiros, chegando até mesmo a dizer que eles eram "inconstitucionais":
"Perguntamos, anos atrás, a um grupo de médicos psiquiatras e especialistas em doenças nervosas se é aconselhável, sob o ponto de vista psíquico e médico, "desenvolver a mediunidade" ou "provocar fenômenos espíritas". E todos, com absoluta unanimidade, responderam negativamente, declarando que semelhantes práticas são "nocivas", "prejudiciais", "perigosíssimas", etc. (...) São clamores das autoridades competentes a gritar que as práticas espíritas e umbandistas contrariam a ordem pública, e que, por isso, são contra a Constituição que veda expressamente o exercício da "religião" que "contraria a ordem pública".
Mesmo não sendo mais vítimas dessa perseguição pelas autoridades constituídas, a partir do final do século XX começaram a sofrer com ataques sistemáticos movidos por igrejas neopentescostais. Estes ataques vão desde manifestações de intolerância em cultos e programas religiosos (como os da Igreja Universal do Reino de Deus e do pastor R. R. Soares) podendo chegar até mesmo às agressões físicas contra praticantes dos cultos afro-brasileiros.
Em abril de 2010, um caso singular de intolerância ao candomblé ocorreu no Rio de Janeiro. José Ricardo Mitidieri, sargento do Exército brasileiro, que é também pastor protestante da Comunidade Cristã do Ministério da Salvação, apontou uma arma de fogo, pistola 9mm, na cabeça de um de seus soldados, Dhiego Cardoso Fernandes dos Santos, adepto do candomblé. O objetivo de tal ato seria "testar" a fé de Dhiego, que dizia ter o "corpo fechado".
Não é para você brincar com coisa séria. Você tem que aceitar Jesus!— José Ricardo Mitidieri ao apontar uma arma para a cabeça de seu subordinado
O sargento, depois do ocorrido, disse que "não teve o objetivo de constranger o soldado" e que "nunca teve qualquer preconceito com as demais religiões". Mitidieri foi condenado pelo Superior Tribunal Militar em decisão unânime ocorrida em 3 de novembro de 2011 a dois anos de prisão.
No início de 2012, cristãos protestantes manifestaram-se contra a construção de uma estátua de Iemanjá na Praia do Itararé, em São Vicente, no litoral de São Paulo. O projeto mostra que ela teria pouco mais de dois metros de altura e um metro de largura, com peso de 230kg e que ela não teria custo ao município, sendo financiada totalmente pela iniciativa privada. Izaías Lopes, representante da Associação de Pastores de São Vicente no local, disse que o protesto respeita a liberdade religiosa dizendo: "O culto deve ser exercido em locais apropriados. A praia não é o local. Além de haver um impacto ambiental devido às oferendas que serão deixadas na areia". O presidente do Conselho Municipal de Promoção da Igualdade Racial, Valter Guerreiro, porém, discorda e afirma que a ação é uma manifestação de intolerância religiosa.
Estou muito machucado e constrangido com mais esse ato de violência ao longo dos tempos.— Gladston Bispo, diretor-presidente da Federação Nacional da Religião Orixá, sobre o caso
No Rio de Janeiro, os cultos afro são perseguidos por traficantes convertidos ao protestantismo. Em agosto de 2019 a polícia civil do Rio de Janeiro prendeu oito traficantes integrantes do grupo "Bonde de Jesus" responsáveis por intimidar e ameaçar membros de religiões africanas e também investiga a atuação de um pastor como porta-voz do grupo. Segundo a Delegacia de Crimes Raciais e Delitos de Intolerância existem cerca de 200 terreiros sob ameaças de traficantes do grupo e vários outros religiosos já teriam ido embora do local devido ás ameaças.
De acordo com o portal G1, em 2008, um grupo de protestantes invadiu um centro no Catete, Zona Sul do Rio de Janeiro. Segundo Edmar Castelo Branco, a responsável pelo centro, as provocações começaram na fila. "Tinha uma fila com mais de 60 pessoas e aí eles começaram a provocar na fila. Aí empurraram a porta, abriram a porta e entraram já xingando e quebrando todos os santos." Segundo a 9ª DP (Catete), em depoimento, os suspeitos afirmaram ser protestantes. Pelo menos cinco carros do 2º BPM (Botafogo) foram para o local na tentativa de conter o tumulto.

### Aos católicos

Fotografia de um televisor exibindo o momento em que Sérgio von Helder chuta uma estátua religiosa, episódio que ficou conhecido como "chute na santa".

Os católicos, no Brasil, principalmente nas últimas décadas, também têm sofrido ataques por partes de pessoas que praticam outras religiões. Muitas igrejas protestantes, a maioria sendo neopentecostal, vêm criticando os católicos de "heresia, idolatria, entre outras práticas que consideram não fazer parte das Escrituras".
Um outro fato é o episódio do chute na santa: durante o programa "O Despertar da Fé", transmitido ao vivo pela Rede Record, o pastor Sérgio von Helder proferiu insultos verbais e físicos contra uma imagem de Nossa Senhora de Aparecida, à qual se dedicava o feriado do dia. O pastor da Igreja Universal do Reino de Deus protestava contra o caráter do feriado nacional de 12 de outubro (Nossa Senhora Aparecida é padroeira do Brasil), não aceitando a crença da Igreja Católica. O acontecimento provocou forte repercussão em grande parte da sociedade brasileira.
Em um vídeo publicado na internet em abril de 2013, o pastor e deputado Marco Feliciano faz fortes críticas à Igreja Católica e aos seus fiéis durante um culto religioso liderado por ele. No evento, cuja data não é informada, o pastor afirma que católicos "adoram Satanás" e que têm o corpo "entregue à prostituição" e "a todas as misérias dessa vida". Feliciano ainda classifica a religião católica como "morta e fajuta" e critica o costume católico de usar crucifixos de Jesus no pescoço. Embora afirme não ser homofóbico (ver abaixo), o pastor também menciona os homossexuais, ao dizer: "O meu Jesus não foi feito para ser enfeite de pescoço de homossexual, nem de pederasta, nem de lésbica."
Outra polêmica envolvendo uma imagem de Nossa Senhora Aparecida ocorreu em setembro de 2017, quando o pastor Agenor Duque, da Igreja Plenitude do Trono de Deus, desferiu zombarias contra a santa comparando-a à uma garrafa de Coca-Cola de forma velada, ou seja, sem mencionar a que se referia, porém, ainda de forma óbvia. Ele também disse que até "a cor dela é parecida" com a do refrigerante. Em seguida, soltou a garrafa no chão e desafiou o objeto a se levantar, afirmando que "você sabe do que estou falando". O pastor se utiliza ainda da fragilidade de pessoas com problemas de saúde para incentivá-las a descartar e quebrar suas imagens, pois diz: "A boca dela não fala. O ouvido dela não ouve. Você que está com câncer, tire ela do pedestal. Talvez tenha um altar aí". Além de Maria, o pastor também referiu-se de forma velada a São Jorge, dizendo: "Tire esse cavalo que está aí, esse homem que está em cima e aceite a Jesus Cristo Salvador", diz, sob aplauso dos fiéis presentes no momento. A fala de Duque gerou revolta de leigos e sacerdotes católicos. Os padres Augusto Bezerra, Léo Assis e Fernando Henrique Guirado se posicionaram contra o pastor. Bezerra questionou o motivo do ódio à Virgem. O deputado estadual Flavinho (PSC) afirmou que processaria o pastor e acionou o Ministério Público de São Paulo, afirmando que "o ato deste pastor configura dois crimes: vilipendiar publicamente ato ou objeto de culto religioso e de racismo", contudo, voltou atrás em sua decisão após Duque pedir perdão aos católicos por sua comparação infeliz, junto de Flavinho em uma live feita pelas redes sociais. Visivelmente constrangido, Duque afirmou que sua comparação havia magoado muitas pessoas, e que era preciso se retratar.
| “ | Na minha casa tem, sim, pastor, a imagem da mãe de Deus, enegrecida, cujo título é Nossa Senhora de Aparecida. Não é uma deusa e não se parece com uma garrafa de refrigerante. Se parece com a Arca da Aliança. | ” |
|   | — Padre Fernando Henrique Guirado, em resposta ao pastor Agenor Duque. |   |

 A partir da década de 2010, a ascensão de grupos criminosos pertencentes ao narcopentecostalismo, resultou em um aumento da perseguição aos católicos nas favelas brasileiros (como no Complexo de Israel), embora em menor grau em relação a perseguição das religiões afro-brasileiras por tais grupos.

### Ao espíritas
No século XIX, o código penal de 1890 chegou a proibir a prática do espiritismo no Brasil e punia com até 6 meses de prisão quem praticasse o "crime". Apesar de ser tolerada socialmente, especialmente após a atuação da Federação Espírita Brasileira (FEB) nas primeiras décadas do século XX, a prática só deixou de ser proibida oficialmente com a promulgação do código penal de 1940.

### Aos protestantes
Os protestantes também se consideram afetados pela intolerância e perseguição religiosa no Brasil. Devido a isso, eles foram os responsáveis por reacender o debate sobre liberdade religiosa no Brasil ao alegar perseguição e denunciar privilégios de outras religiões.
Alvo de críticas, a Igreja Universal do Reino de Deus afirma que é supostamente alvo de perseguições na grande imprensa brasileira. A Igreja Universal tem também orientado seus fiéis a mover ações judiciais contra jornais que publiquem reportagens consideradas negativas à entidade religiosa. Juízes que analisaram as causas classificaram as ações judiciais da igreja como como "assédio judicial", "aventura jurídica" e "abuso de direito", uma advogada do jornal Folha de S.Paulo chamou os processos de "orquestração" e uma tentativa de  "inibir a imprensa".
Em fevereiro de 2012, o padre católico Paulo Ricardo de Azevedo Júnior, pertencente ao clero da Arquidiocese de Cuiabá, chamou os protestantes de "otários" por não crerem na doutrina católica.